# René Gruet
Pour les articles homonymes, voir Gruet.
Jean, Louis, René Gruet (Besançon, le 13 novembre 1888 - Buchenwald, le 9 février 1945) est un résistant français,,,,. 

## Biographie

### Formation
René Gruet grandit à Lantenne-Vertière, avant de s'installer comme horloger à Besançon.

### Première Guerre mondiale
Mobilisé pendant la Première Guerre mondiale, il sert comme maréchal-des-logis au 279e RAL et reçoit la croix de guerre avec étoile de bronze le 7 mai 1916,.

### Seconde Guerre mondiale
Engagé durant la Seconde Guerre mondiale, il devient membre des réseaux « OCM » et surtout sous-lieutenant « Stockbrocker,,,,. » Cette organisation est en effet présente dans la région sous l'égide du capitaine SOE Harry Rée, dont il assure l'hébergement et l'organisation des réunions, mais aussi la gestion d'armes et d'explosifs.
Il est arrêté par la Gestapo le 29 octobre 1943 à son domicile du 24 rue Lanchy, dans le cadre d'une rafle sur dénonciation emportant seize autres de ses compagnons,.
Déporté au camp de concentration de Buchenwald, René Gruet y décède le 9 février 1945 à l'âge de cinquante-six ans,,,.

## Hommages
Une plaque commémorative en son honneur a été inaugurée le 9 septembre 2017.
Il est considéré mort pour la France et mort en déportation.
Il est cité à Notre-Dame de la Libération, au monument commémoratif du cimetière des Chaprais et au monument aux morts du parc des Glacis,.

## Distinctions
- Croix de guerre 1914–1918 (1 citation)
- Médaille de la Résistance française à titre posthume (décret du 2 juillet 1955)[6]